# جيفري أندرسون
جيفري أندرسون هو صحفي كندي، ولد في 26 أبريل 1928 في وينيبيغ في كندا، وتوفي في 18 مارس 2014.